# Émirat de Cordoue
Ne doit pas être confondu avec Califat de Cordoue.
 (septembre 2024).
756–929
Entités précédentes :
- Al-Andalus sous le califat omeyyade

Entités suivantes :
- Califat de Cordoue
- Royaume des Asturies

L'émirat omeyyade de Cordoue est le premier État unifié d'Al-Andalus avec pour capitale la ville de Cordoue (à l'époque Qurṭubah),,. Fondé en 756 par le seul rescapé de la dynastie omeyyade, il se transforme en califat de Cordoue en 929 lorsque l'émir Abd al-Rahman III adopte le titre de calife .

## Histoire
Après la conquête musulmane de l'Hispanie (711–716), la péninsule est administrée par des wali (gouverneur), nommés en principe par le calife omeyyade à Damas, mais les gouverneurs des différentes villes étaient nommés par le wali, par le gouverneur général de Kairouan ou par les Arabes d'Al-Andalus. Il s'ensuivit rapidement des querelles de pouvoirs, entretenues par les différentes factions : les Arabes (divisés entre Qahtanides et Ma'addites), les Berbères et les Syriens.
En décembre 747 ou en janvier 748 (130 AH), à l'autre bout de l'Empire, Abu Muslim s'empare définitivement de la ville de Merv, aux dépens de Nasr (en), le gouverneur local du Khorassan. Fort de cette nouvelle position et bénéficiant du soutien des chiites, des sunnites non-arabophones, des kharidjites, des chrétiens d'Orient, des juifs Mizrahim, des zoroastriens et des bouddhistes, il lance une révolte contre les Omeyyades, qui seront finalement défaits à la bataille du Grand Zab, le 25 janvier 750 (11 Joumada Thani 132 AH), permettant ainsi l'instauration du Califat abbasside. Blessé lors de la bataille, le calife omeyyade Marwān II fuit vers l'Égypte, pratiquant la politique de la terre brûlée (contraire à l'éthique de la guerre d'Abou Bakr) sur son chemin. Rattrapé à Fostat, il est capturé et exécuté. Un sort qui attendra tous les membres de sa famille, à l'exception du jeune prince talentueux Abd al-Rahman, qui se réfugia en Afrique du Nord, chez les Berbères. Il avait d'abord projeté de se tailler une principauté au Maghreb, mais estima les chances d'y parvenir très minces, et se tourna vers al-Andalus. Soutenu par une partie de la population musulmane, il débarqua et écrasa ses ennemis à Cordoue, où il installa sa capitale.
Il passa la plus grande partie de son règne à soumettre les gouverneurs locaux, jaloux de leur autorité, qui voulaient conserver leur indépendance, et à lutter contre le royaume chrétien des Asturies, issu de quelques résistants wisigoths. En 777, le gouverneur de Saragosse se révolta et appela Charlemagne à son secours. Mais l'expédition tourna court, car Charlemagne dut se porter au nord de son royaume pour le protéger d'une nouvelle incursion saxonne. Pendant le retour, son arrière-garde fut attaquée à Roncevaux par les Vascons, après la mise à sac de leur capitale, Pampelune.
Les successeurs d'Abd al-Rahman organisèrent le nouvel État et le pacifièrent, tout en organisant des expéditions de razzia dans les royaumes chrétiens. À sa mort, l'émir Al-Hakam Ier, qui avait su autant jouer de la terreur que d'une politique souple et habile, laissa à son fils Abd al-Rahman II un État relativement stable.
Ce dernier fut un souverain mécène et protecteur des arts et des lettres, considéré comme l'un des chefs musulmans les plus cultivés de son temps, ce qui ne l'empêcha pas de mater une révolte à Tolède en 828, ainsi que l'agitation intérieure menée par les chrétiens. Il s'entoura d'artistes qui orientèrent l'Espagne musulmane vers une civilisation culturelle qui fit sa renommée. En 844, les Madjus (vikings) débarquèrent et pillèrent Séville pendant sept jours, mais l'armée de l'émir réagit promptement et les écrasa. Abd al-Rahman II fit fortifier la côte (par des forteresses et des tours de guet) et construire une flotte de guerre. Un nouveau raid que les vikings tentèrent quelques années plus tard (859) échouera. Un siècle plus tard, un nouveau raid manqué montrera encore l'efficacité des dispositions de l'émir.
Son successeur, Muhammad Ier, commença son règne en écrasant une nouvelle révolte de Tolède, et en combattant la dissidence d'Omar ibn Hafsun. Une période trouble s'ensuivit, avant que l'émir Abd Allah et son fils Abd al-Rahman III ne rétablissent la situation.

L'émirat de Cordoue avait été jusqu'à cette époque politiquement et économiquement indépendant du califat abbasside de Bagdad. Abd al-Rahman III décida d'y ajouter l'indépendance religieuse, en se proclamant calife, transformant l'émirat de Cordoue en califat de Cordoue.

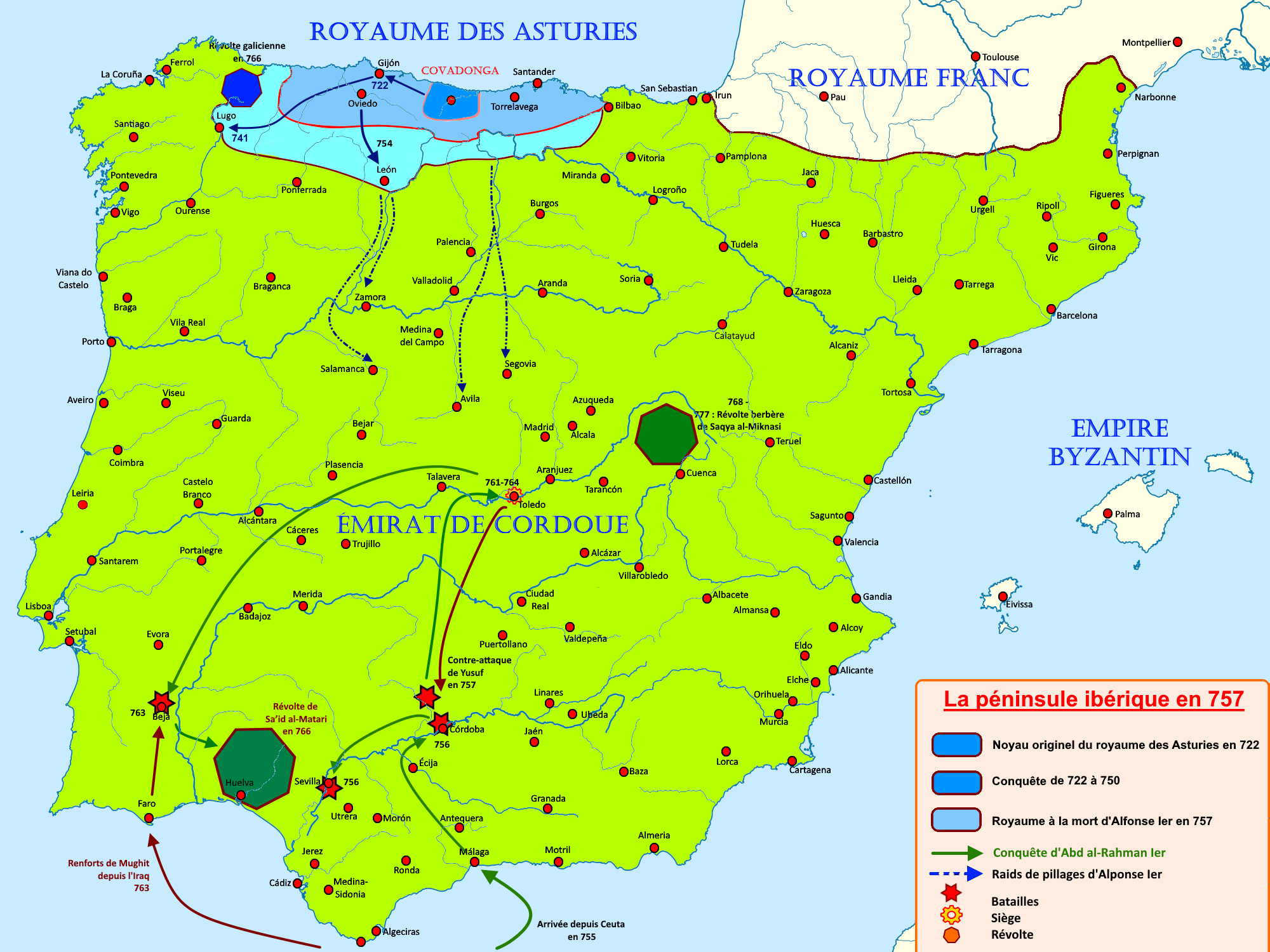
L'établissement de l'émirat de Cordoue en 757
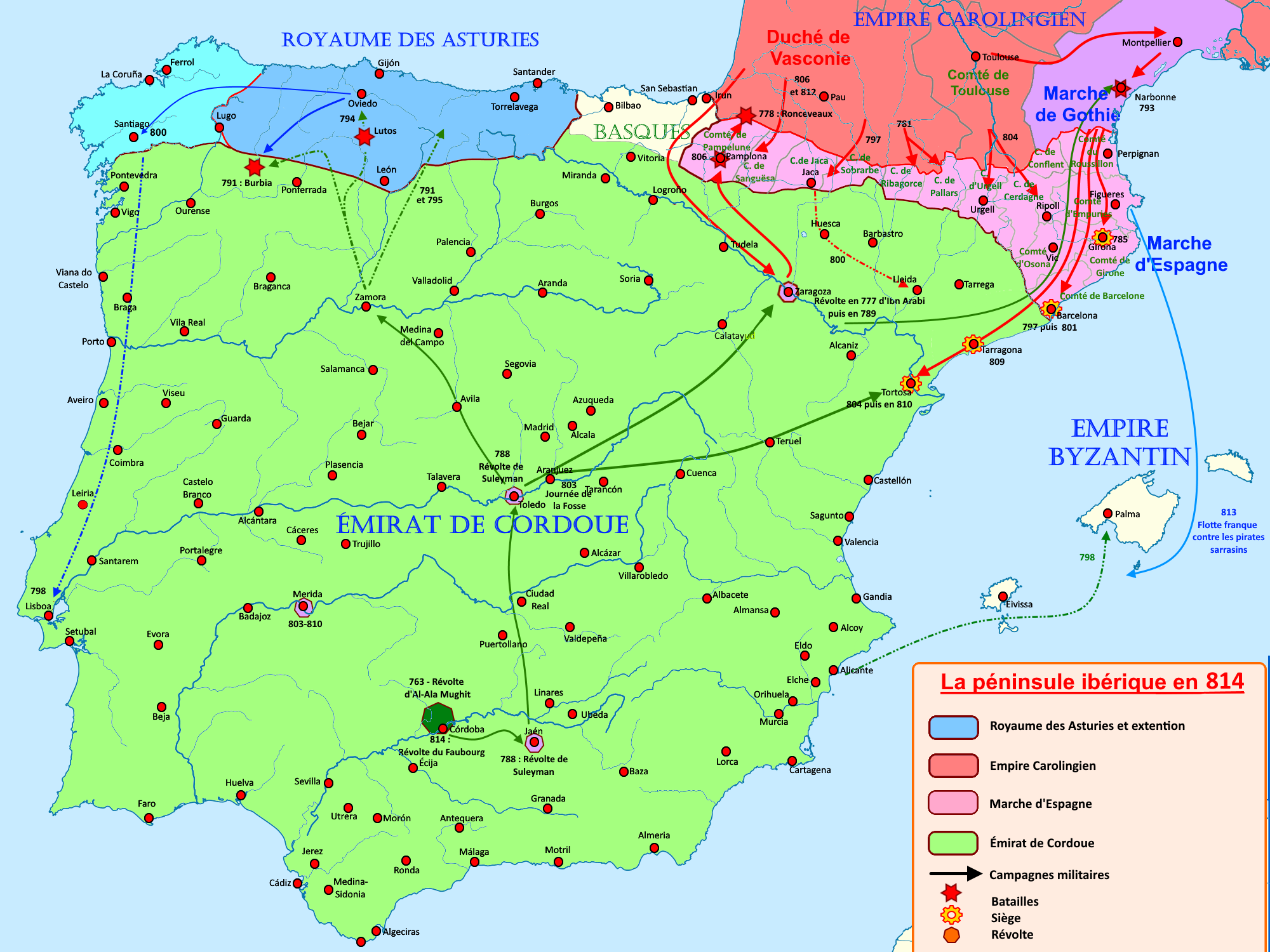
L'émirat de Cordoue de 750 à 814
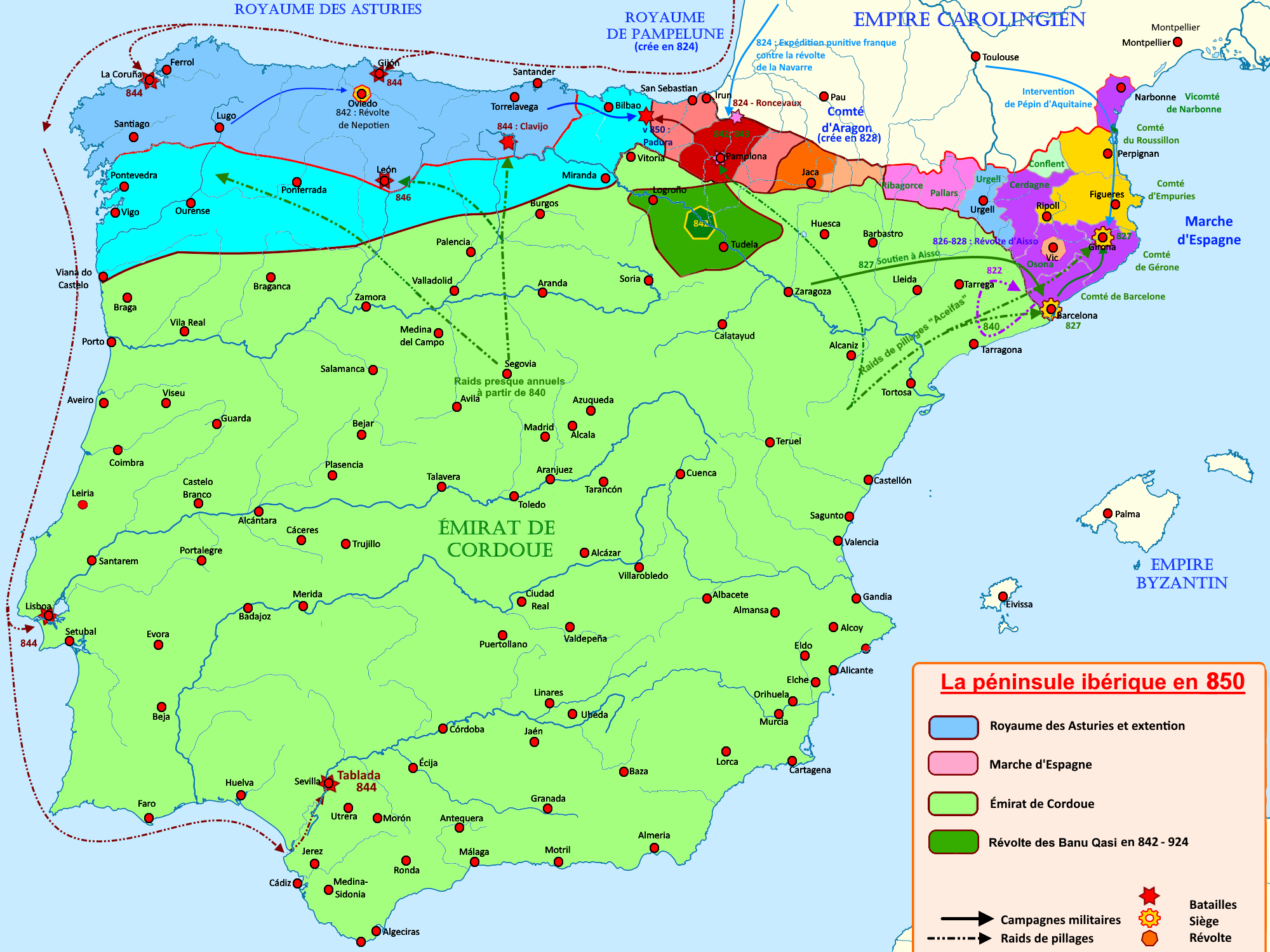
L'émirat de Cordoue de 814 à 850
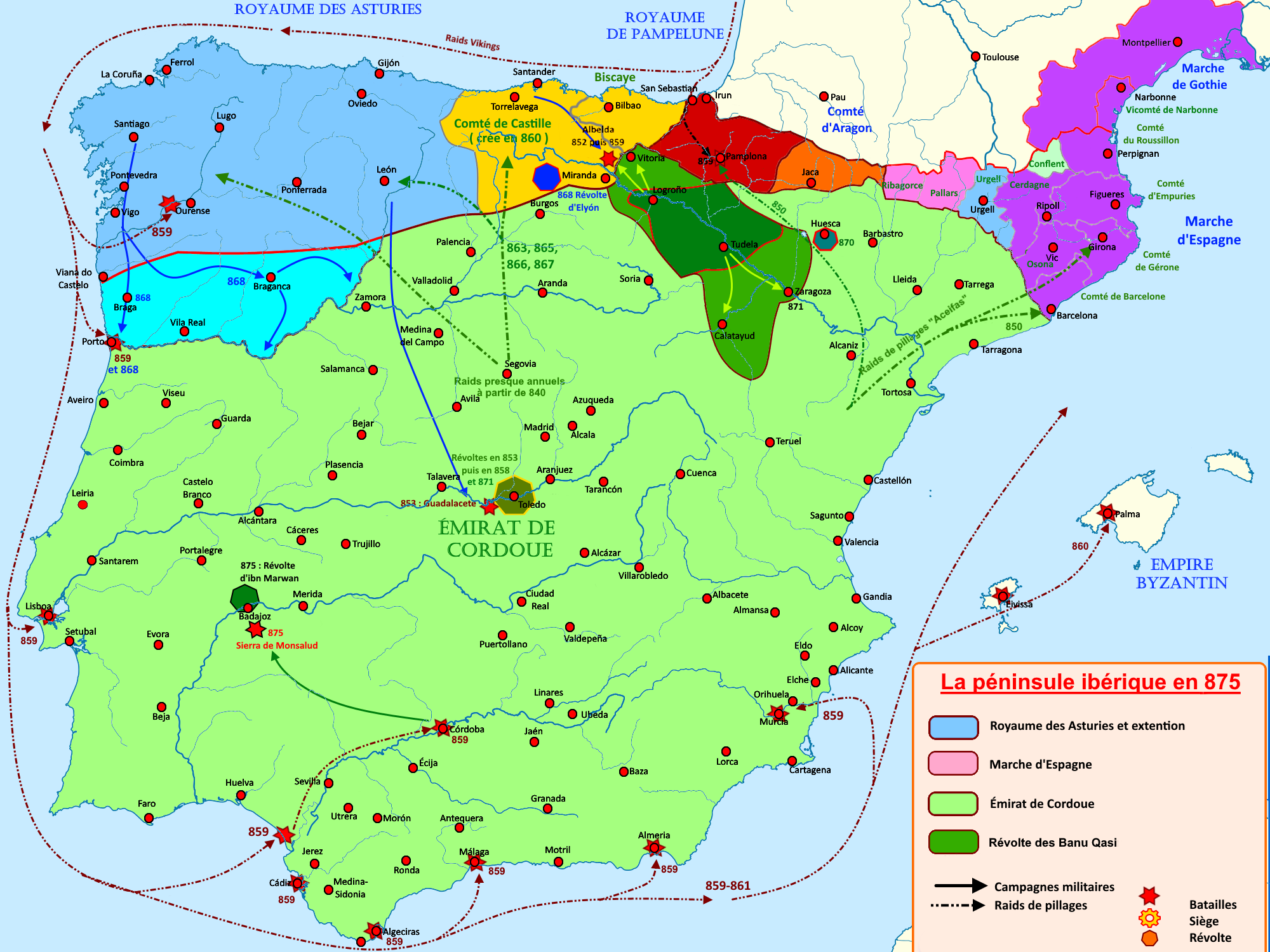
L'émirat de Cordoue de 850 à 875
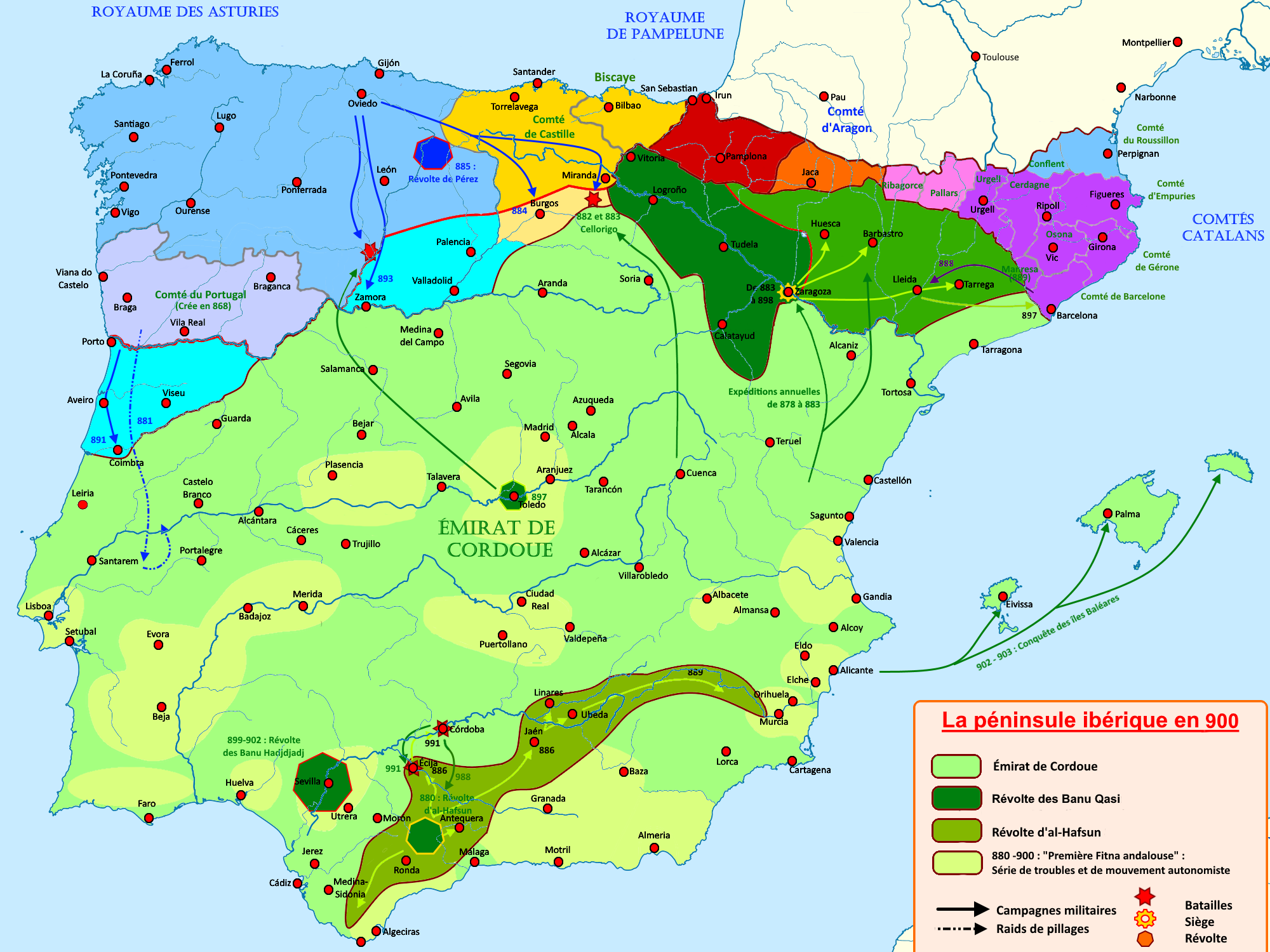
L'émirat de Cordoue de 875 à 900
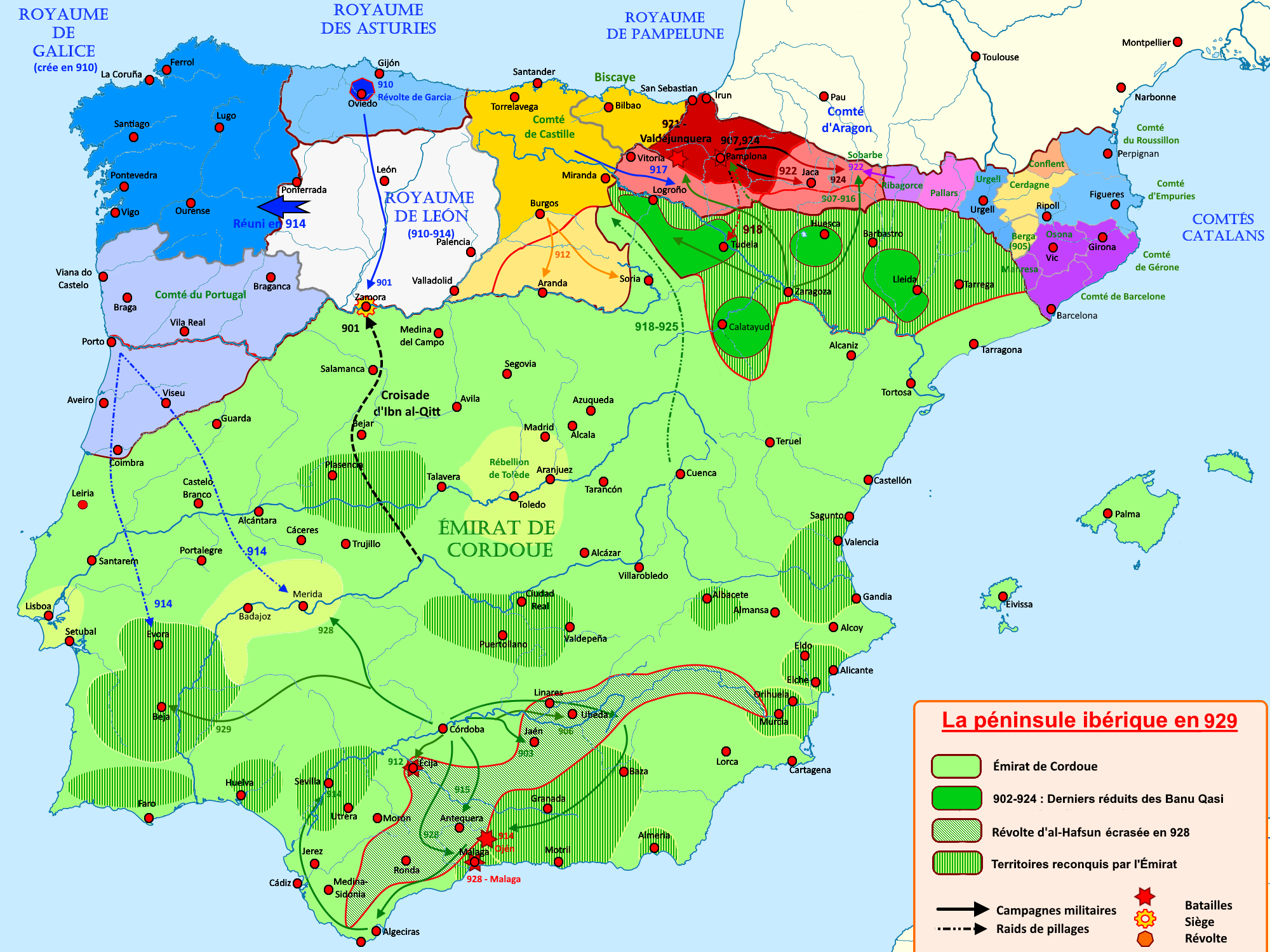
La fin de l'émirat de Cordoue de 900 à 929

## Organisation
À la tête de l'État siège l'émir (amir ou malik). Il gouverne le pays et nomme les hauts fonctionnaires, les chefs de l'armée et les juges.
Bien que chef des armées, il part rarement en campagne, déléguant cette fonction, le plus souvent à l'un de ses fils.
Il est assisté d'un chambellan (hadjib), dont la fonction est plus proche du maire du palais occidental que du vizir oriental.
L'émirat est divisé en provinces, en nombre variable au premier siècle, administrées chacune par un gouverneur, ou wali, nommé par l'émir.

## Population
La population de l'émirat se répartissait entre :
1. Les Musulmans (l'Umma islamiyya)
- Arabes : peu nombreux au moment de la conquête, leur nombre augmenta avec les Syriens venus à la suite d'Abd al-Rahman Ier. Ils étaient souvent riches et leur sentiment de supériorité, propre aux Omeyyades, entraîna des frictions avec le reste de la population.
- Berbères ou Amazighs : venus massivement lors de la conquête, continuèrent à immigrer, principalement du Maghreb, et s'établirent dans les montagnes et les frontiéres, où ils perpétuèrent leur mode de vie d'agriculteurs et d'éleveurs. Solidaires et indépendants, ils mirent du temps à s'assimiler et furent les populations qui occasionnèrent le plus de difficultés à l'émir.
- les Muwalladûn, c'est-à-dire les autochtones chrétiens (souvent ariens) convertis à l'islam.

2. Les « dhimmis »
- les Must'aribûn (les Mozarabes, littéralement les « Arabisés » mais non « Islamisés »), c'est-à-dire les autochtones (chrétiens ou juifs) qui conservaient leur religion et leur propre organisation : ils étaient soumis au statut de dhimmi et à un impôt spécial, la djiziyya. Étant donné qu'un non-musulman converti cessait de payer cet impôt, leur religion était tolérée et les conversions n'étaient pas favorisées. Entre 719 et 759, on compta parmi eux les chrétiens de Septimanie (Le Languedoc-Roussillon actuel) qui constituaient l'essentiel de la population de cette province française. Les juifs n'y étaient pas encore aussi nombreux : ils le devinrent progressivement au fur et à mesure que l'histoire du Languedoc se liait étroitement à celle de la péninsule ibérique.

3. Un groupe à part
- les Saqāliba, mercenaires et esclaves slaves (d'où leur nom) dont certains occupèrent des postes importants ; ils formèrent longtemps un groupe distinct et fondèrent, lors de la guerre civile en al-Andalus, des États quasi-indépendants parmi les taïfas qui marquèrent pendant un temps l'histoire de l'Espagne, notamment à Valence et à Dénia.

## Civilisation
Dès le règne du premier émir, la construction de la grande mosquée de Cordoue débuta, mais l'essor culturel d'Al-Andalus ne débuta vraiment qu'avec l'arrivée au pouvoir d'un prince mécène et lettré, l'émir Abd al-Rahman II, en 822. Son père avant invité le poète Ziriab, mais l'émir décéda lorsque ce dernier débarqua à Algésiras. Abd al-Rahman le reçut avec tous les égards et le dota richement.
Ziriab initia la musique arabo-andalouse. Sa connaissance de la civilisation orientale, pratiquée à Bagdad, où il avait vécu durant sa jeunesse, en introduisit une partie à la cour cordouanne, ainsi les règles de la table, les soins du corps, les jeux (échecs) et les sports (jeu du polo). Féru de science, il développa également des techniques de traitement de l'eau, aussi bien pour l'irrigation des cultures que pour l'approvisionnement des villes.
Cette période est aussi l'occasion de l'introduction de nouvelles plantes en Espagne : asperges, coton, riz, artichaut, aubergines, pastèque, citronniers, orangers, ... .

### Source
- André Clot, L’Espagne musulmane (VIIIe~XVe siècle), Paris, Perrin, 1999 (réimpr. 1999), 429 p. [détail des éditions] (ISBN 2-262-01425-6)